# Hugo Arellano
Hugo Arellano (sinh ngày 5 tháng 3 năm 1998) là một cầu thủ bóng đá người Hoa Kỳ thi đấu cho LA Galaxy của Major League Soccer.

## Sự nghiệp
Arellano bắt đầu thi đấu cùng với LA Galaxy II trong mùa giải 2016 sau khoảng thời gian ở học viện.
Arellano ra mắt đội một của LA Galaxy ngày 17 tháng 6 năm 2017.